# Cupania rugosa
Cupania rugosa är en kinesträdsväxtart som beskrevs av Ludwig Radlkofer. Cupania rugosa ingår i släktet Cupania och familjen kinesträdsväxter. Inga underarter finns listade i Catalogue of Life.